# التون (کنتاکی)
التون، کنتاکی (به انگلیسی: Alton, Kentucky) یک منطقهٔ مسکونی در ایالات متحده آمریکا است که در کنتاکی واقع شده‌است.

## خصوصیات
التون ۲۵۶٫۰۴ متر بالاتر از سطح دریا واقع شده‌است.